# Pod Twoją obronę (modlitwa)

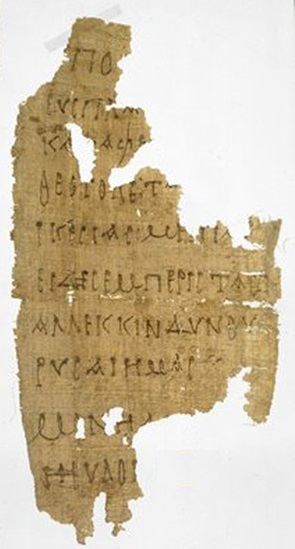
Najstarszy znany rękopis Sub tuum praesidium w języku greckim, datowany na III-IV w.

Pod Twoją obronę (łac. Sub tuum praesidium) – modlitwa, a raczej antyfona chrześcijańska z III wieku skierowana do Maryi, matki Jezusa Chrystusa z prośbą o opiekę nad wspólnotą Kościoła.

## Wielojęzyczne wersje modlitwy „Pod Twoją obronę”
Najstarszy znaleziony tekst modlitwy (poniżej) to datowany na ok. 250 roku papirus znaleziony w Egipcie niedaleko Aleksandrii:
| Tekst grecki | Tekst polski | Tekst łaciński | Tekst współczesny (tłumaczenie z języka łacińskiego) |
| --- | --- | --- | --- |
| 'Ὑπὸ τὴν σὴν εὐσπλαγχνίαν, καταφεύγομεν, Θεοτόκε. Τὰς ἡμῶν ἱκεσίας, μὴ παρίδῃς ἐν περιστάσει, ἀλλ᾽ ἐκ κινδύνων λύτρωσαι ἡμᾶς, μόνη Ἁγνή, μόνη εὐλογημένη. | Pod opiekę Twojego miłosierdzia uciekamy się, o Bogarodzico. Nie odrzucaj próśb, [które do Ciebie zanosimy] w naszych potrzebach, lecz zachowaj nas od niebezpieczeństwa, [Ty] jedynie czysta i błogosławiona. | Sub tuum præsídium confúgimus, sancta Dei Génetrix; nostras deprecatiónes ne despícias in necessitátibus; sed a perículis cunctis líbera nos semper, Virgo gloriósa et benedícta. [Domina nostra, Mediatrix nostra, Advocata nostra, Consolatrix nostra. Tuo Filio nos reconcilia, tuo Filio nos commenda, tuo Filio nos repraesenta.] | Pod Twoją obronę uciekamy się, święta Boża Rodzicielko, naszymi prośbami racz nie gardzić w potrzebach naszych, ale od wszelakich złych przygód racz nas zawsze wybawiać, Panno chwalebna i błogosławiona. [O Pani nasza, Orędowniczko nasza, Pośredniczko nasza, Pocieszycielko nasza. Z Synem swoim nas pojednaj, Synowi swojemu nas polecaj, swojemu Synowi nas oddawaj.] |